# Bali Rai
Bali Rai, född 30 november 1971, är en brittisk ungdomsboksförfattare. Hans första bok (O)planerat bröllop publicerades 2001 och belönades snart med många priser.
Bali Rai växte upp i en multikulturell omgivning vilket ofta reflekteras i hans böcker, som handlar om rasism, kulturkrockar och att växa upp i förorten. Hans mål är att skriva böcker som han och hans kompisar skulle ha tyckt om att läsa när de gick i skolan, en utmaning eftersom de flesta av hans kompisar inte gillade att läsa över huvud taget. Bali Rai har skrivit flera lättlästa böcker för det brittiska bokförlaget Barrington Stoke som riktar sig till barn och ungdomar med lässvårigheter och läsmotstånd - många av dessa böcker finns utgivna även på svenska.

## Böcker

### Bali Rai på svenska
- (O)planerat bröllop, Tiden. (2002)
- Välkommen till ghettot, Tiden. (2003)
- Rani & Sukh, Tiden. (2004)
- Snabb affär, Bonnier Carlsen. (2006)
- Ryktet, Tiden. (2006)
- Förbjuden kärlek, Tiden (2007)
- Ängeln, Tiden. (2008)
- Sprickan, Argasso bokförlag. (2008)
- Spelet, Argasso bokförlag (2010)
- Vi och dom, Argasso bokförlag (2011)
- Pistolen, Argasso bokförlag. (2012)
- Drömläge, Argasso bokförlag. (2013)
- Rysningar, Argasso bokförlag. (2015)
- Gamla hundar, nya vanor, Argasso bokförlag. (2016)

## Utmärkelser

### För(O)planerat bröllop
- South Lanarkshire Book Award shortlist (2001)
- North East Book Award shortlist (2001)
- Wirral Paperback of the Year Award shortlist (2002)
- Lancashire Book Award shortlist (2002)
- Branford Boase Award shortlist (2002)
- Leicester Book of the Year Award (2003)[3]
- Angus Book Award (2002)[4]
- Stockport Schools Book Award (2002)[5]